# Handcijfer
In de cryptografie zijn handcijfers, ook pen-en-papiercodes genoemd, vormen van encryptie om met behulp van een geheime sleutel een tekst met de hand in een onleesbare code om te zetten. De tekst kan alleen snel door de persoon worden ontsleuteld die dezelfde methode gebruikt en in het bezit is van dezelfde geheime sleutel. Er zijn verscheidene technieken ontwikkeld, waarvan enkele zeer betrouwbaar bleken. De sleutel bestaat in het algemeen uit een sleutelwoord.
Hoewel de ontwikkeling van cryptografische machines en computers veel van het handwerk overbodig maakte, bleef er altijd een rol weggelegd voor de handcijfers. Veldcijfers, zo noemen militairen de handcijfers, zoals de dubbele transpositie werden nog zeer veel tijdens de Tweede Wereldoorlog gebruikt. Het grote voordeel van veldcijfers is de eenvoudige toepassing zonder speciale toestellen. Daarom blijven deze veldcijfers tot op vandaag nog steeds een interessant alternatief om een boodschap op eenvoudige wijze toch veilig over te brengen. In dit artikel worden de bekendste klassieke handcijfers beschreven.

## Cijfers, methode van encryptie
Een methode van encryptie wordt een cijfer genoemd. De leesbare tekst heet de klare tekst en de versleutelde tekst de cijfertekst. De cijfertekst wordt meestal in groepen van vijf letters ingedeeld. Er zijn drie manieren om de klare tekst te versleutelen:
- Substitutieversleuteling: vervangen van letters door andere letters
- Transpositiecijfer: verwisselen van de positie van letters binnen een tekst
- Fractionering: breken van letters in verschillende delen waarna deze worden verplaatst

Veel goedwerkende cijfers zijn een combinatie van de drie gegeven versleutelingen en worden in de moderne cryptosystemen nog steeds toegepast. Hierdoor worden de verschillende delen van één letter verspreid over de hele tekst, waardoor de versleuteling voldoet aan de regels, die door Claude Shannon voor een cijfer zijn opgesteld. Vooral de combinatie van transpositie en fractionering blijkt zeer effectief. Enkele voorbeelden daarvoor zijn het Bifid, Trifid en ADFGX-cijfer.

## Klassieke handcijfers
Er zijn in de loop der eeuwen veel verschillende cijfers ontwikkeld. Hieronder worden enkele van de bekendste genoemd.
- In de klassieke oudheid bestond al geheimschrift waarbij van een skytale gebruik werd gemaakt.
- Het Caesarcijfer, ook rotatiecijfer of ROT genoemd, is een van de oudst bekende cijfers. Het werd gebruikt door Romeinse veldheren.
- Bij een substitutieversleuteling zoals het rozenkruisersgeheimschrift wordt iedere letter door een andere letter of een ander symbool vervangen.
- Vigenère is een polyalfabetische substitutie. Letters worden aan de hand van een tabula recta vervangen.
- Autoclave, een verbetering van Vigenère
- Homofone substitutie, waarbij een evenredige verdeling van letters naar getallen wordt gebruikt om tegen frequentieanalyse bestand te zijn
- Bifid, een combinatie van technieken, waarbij iedere letter in twee getallen wordt opgesplitst
- Trifid, als bifid, maar elke letter wordt in drie getallen opgesplitst
- Playfair, een substitutiecijfer waarbij een matrix wordt gebruikt om digrammen te versleutelen
- ADFGX, door het Duitse leger tijdens de Eerste Wereldoorlog gebruikt, maar in iets uitgebreide vorm. Het werd het ADFGVX-cijfer.
- Dubbele-transpositie, tijdens de Tweede Wereldoorlog een van de veiligste handcijfers
- Straddling-checkerboard- of spreidend dambordcijfer

## Veiligheid
Alle hierboven beschreven handcijfers werden vroeg of laat met succes gebroken door cryptoanalyse. Sommige van de veldcijfers zijn desondanks nuttig indien de tijd, nodig voor cryptoanalyse, zo lang is dat de verkregen informatie achterhaald en nutteloos blijkt. De sterkste veldcijfers, beschreven in dit artikel, zijn het dubbele-transpositie- en het ADFGVX-cijfer. De informatie over cryptoanalyse van de dubbele transpositie is in de Verenigde Staten tot enkele jaren geleden geheim gebleven.
Succesvolle cryptoanalyse is alleen mogelijk indien genoeg cijfermateriaal ter beschikking is dat met dezelfde sleutel werd versleuteld. Over het algemeen geldt dat grotere sleutelwoorden een betere veiligheid geven en hoe minder tekst is versleuteld, hoe moeilijker de cijfertekst is te kraken. Frequentieanalyse is bijvoorbeeld onbetrouwbaar als er slechts één zin werd versleuteld, of er verhoudingsgewijs veel zeldzame letters in de tekst zitten. Zo kan het eenvoudige Vigenère niet worden gebroken indien één korte zin met een lang sleutelwoord werd versleuteld, maar is het breken van het veel veiliger dubbele-transpositiecijfer minder moeilijk indien er genoeg cijfertekst voorhanden is.
Indien het wenselijk is een bestaand cijfer beter tegen breken te beschermen, kan men het met andere cijfers combineren. Men kan bij trifid na omzetting in een getallenreeks, deze bijvoorbeeld eerst met een dubbele-transpositiecijfer bewerken voor de gefractioneerde letters weer samen te voegen. Door een enkele kolomstranspositie te gebruiken vóór versleuteling met Playfair trekt men de veelgebruikte digrammen in de klare tekst uit elkaar.

## Websites
- (en)  G Goebel. Classical Cryptology, 1 juli 2021. website met veel informatie over cijfers en breken van codes
- D Rijmenants. Cipher Classics 3.2, 2004. met software met de bekendste pen-en-papier cijfers
- (en)  S Singh. Black Chamber. gearchiveerd

ADFGX · Autoclave · Atbash · Baconalfabet · Bifid · Caesarcijfer · Dubbele transpositie · One-time pad · Paardensprongcijfer · Playfair · Polybiusvierkant · Rozenkruisersgeheimschrift · Scytale · Straddling checkerboard · Substitutie · Transpositie · Trifid · Vigenère